# テリー・アレン (ボクサー)
テリー・アレン（Terry Allen、1924年6月8日 - 1987年4月7日）は、イングランドのプロボクサーである。元NBA世界フライ級王者。

## 経歴・人物
ロンドン・イズリントン出身。出生名（本名）はエドワード・アルバート・ゴウィエ（Edward Albert Govier）。
9歳でボクシングを始め、アマチュア時代には107戦102勝の戦績を挙げた。
1942年9月3日に6回戦ボクサーとしてプロデビューを果たし、ジム・トーマスを相手に判定勝ちを収めた。その後、イギリス海軍に入隊し、駐留先のエジプトで数多くの試合をこなした。
第二次世界大戦後にイギリスへ復員した後にボクサーとして活動を再開。1948年に英国ボクシング管理委員会（BBBofC）南部フライ級王座を獲得した。
1949年9月30日、アイルランドのベルファストで世界フライ級王者：リンティ・モナハン（アイルランド）に挑戦したが、15回判定引き分けで王座獲得はならなかった。
1950年4月25日、オノレ・プラテシ（フランス）との間でモナハンの王座返上で空位となった世界フライ級選手権を賭けた王座決定戦をロンドンのハーリンゲイ・アリーナにて行い、15回判定勝ちで王座を獲得した。だが、その約4ヶ月後の8月1日、アメリカ合衆国ハワイ州のホノルル・スタジアムにてダド・マリノ（アメリカ合衆国）と初防衛戦を行い、判定で敗れて王座を明け渡した。
1953年に日本へ遠征し、同年10月27日、後楽園球場特設リングにて世界フライ級王者：白井義男に挑戦し、15回判定で白井に敗れて王座奪還を果たすことは出来なかった。
1954年、イタリアのミラノでの試合を最後に現役を引退。
1987年4月7日、長い闘病の末に死去した。62歳没。

## タイトル
- NBA世界フライ級王座（防衛0）
- リングマガジン世界フライ級王座（防衛0）
- 英国ボクシング管理委員会（BBBofC）南部フライ級王座